# سكوت ولز
سكوت ولز (بالإنجليزية: Scott Wells)‏ هو لاعب كرة قدم أمريكية أمريكي، ولد في 17 يناير 1981 في سبرينغ هيل في الولايات المتحدة.

## وصلات خارجية
- سكوت ولز على موقع مرجع كرة القدم المحترفة.كوم (الإنجليزية)